# كارلوس غريث
كارلوس غريث (بالإسبانية: Carlos Grethe) هو أستاذ جامعي ورسام أوروغواياني، ولد في 25 سبتمبر 1864 في مونتفيدو في الأوروغواي، وتوفي في 24 أكتوبر 1913 في Nieuwpoort, Belgium ‏ في بلجيكا.